# McCauley Rock
La McCauley Rock (in lingua inglese: Roccia McCauley) è uno spuntone roccioso, alto 1.020 m, situato appena al di fuori del bordo orientale della Lexington Table, nel Forrestal Range dei Monti Pensacola, in Antartide. 
Lo spuntone è stato mappato dall'United States Geological Survey (USGS) sulla base di rilevazioni e foto aeree scattate dalla U.S. Navy nel periodo 1956-66.
La denominazione è stata assegnata dall'Advisory Committee on Antarctic Names (US-ACAN) in onore di Clyde J. McCauley, marinaio dell'U.S. Navy, in servizio presso la Stazione Ellsworth nell'inverno del 1957.